# Hijes
Hijes ist ein Ort und eine Gemeinde (municipio) mit 21 Einwohnern (Stand: 2024) im Norden der Provinz Guadalajara in der Autonomen Gemeinschaft Kastilien-La Mancha. 

## Lage und Klima
Hijes liegt in einer Höhe von ca. 1160 m in der Kulturlandschaft der Serranía. Die Entfernung zur südsüdwestlich gelegenen Provinzhauptstadt Guadalajara beträgt ca. 63 Kilometer (Fahrtstrecke). Das Klima ist gemäßigt bis warm; Regen (553 mm/Jahr) fällt übers Jahr verteilt.

## Bevölkerungsentwicklung
| Jahr      | 1970 | 1981 | 1991 | 2001 | 2011 | 2021 |
| Einwohner | 129  | 36   | 27   | 32   | 29   | 18   |

## Sehenswürdigkeiten
- vorrömische Nekropole
- Kirche Mariä Geburt